# Silene samojedorum
Silene samojedorum là loài thực vật có hoa thuộc họ Cẩm chướng. Loài này được (Sambuk) Oxelman mô tả khoa học đầu tiên năm 2000.